# Селкірк-рекс
Селкірк рекс (англ. Selkirk rex, SRX)  — порода кішок, що виведена в 1987 у США.

## Історія
Родоначальником породи був короткошерстий рекс. Американський фелінолог зі штату Монтана, Джері Ньюман, схрестив його з перською кішкою в 1987. Народилися кошенята двох різновидів: короткошерсті й довгошерсті з комбінованою кучерявою і прямою шерстю. Раніше вважалося, що довгошерсті кішки рекси мають неохайний і непривабливий вигляд. Але в цьому випадку ефект вийшов протилежний. Довгошерсті рекси мають дуже незвичайний вигляд кучерявих персів. Порода визнана TICA. Багато фелінологічних організацій також виявляють цікавість до цієї породи.

## Розмноження
Кошенята довгошерстих рексів народжуються дуже кучерявенькими. Потім втрачають свою кучерявість і відновлюють її тільки між восьмим і десятим місяцями життя.

## Характер
Селкірк рекси мають піддатливий миролюбний характер. Прив'язливі до людей. Довгошерстий варіант породи потребує ретельного догляду за шерстю.

## Зовнішній вигляд
Кішки селкірк рекса — сильні тварини середнього розміру. Вага їх становить приблизно 3-5 кг. Тіло з добре розвиненою мускулатурою, пропорційне. Кінцівки середньої довжини. Лапи в короткошерстих невеликі, акуратні, овальні. У довгошерстих лапи великі. Хвіст густо вкритий шерстю. Очі круглої форми, широко поставлені, блискучі, виразні.
Розрізняють за типом шерсті два різновиди: короткошерсту й довгошерсту. У короткошерстих шерсть кучерява, коротка, густа. Шерсть довгошерстих унікальна. Вона поєднує всі три типи волосся. Волосся як пряме, так і трохи звите.

### Забарвлення
Допускаються всі колірні варіації забарвлення.

## Світлини

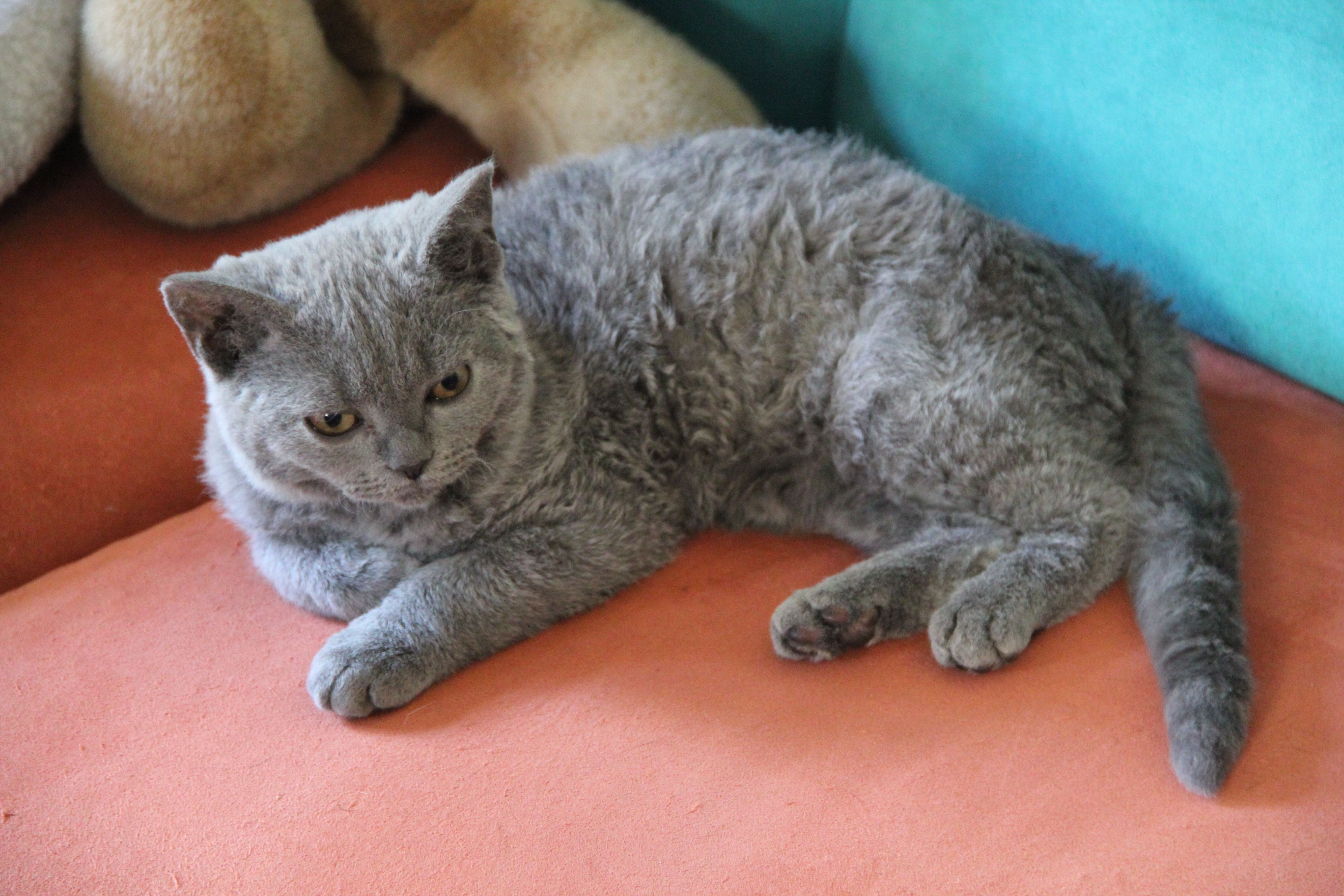
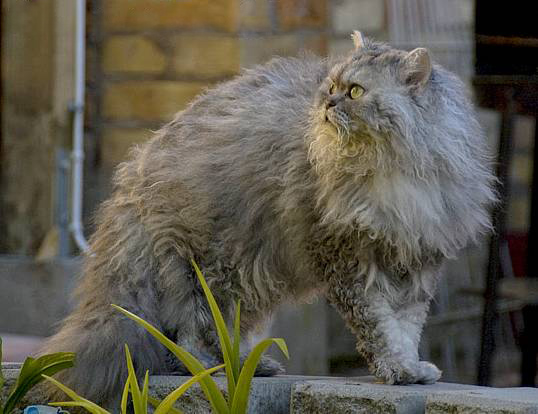
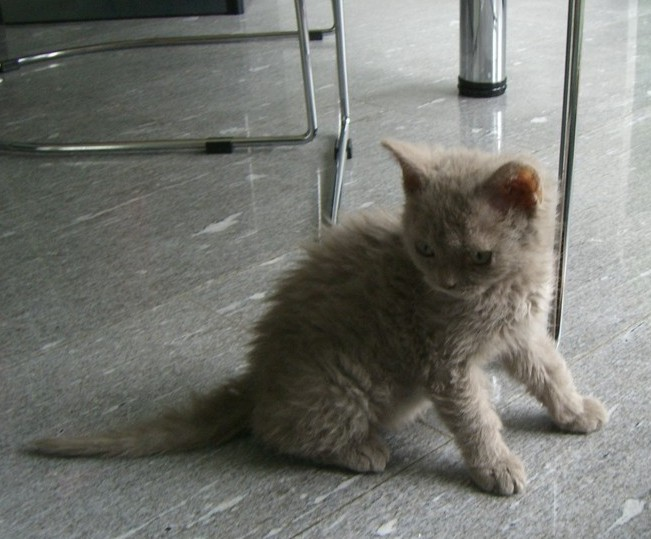
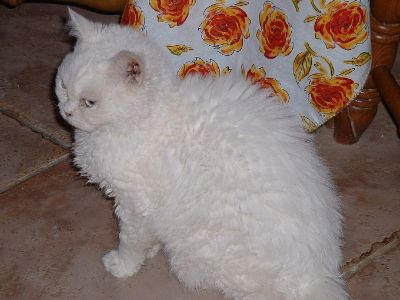
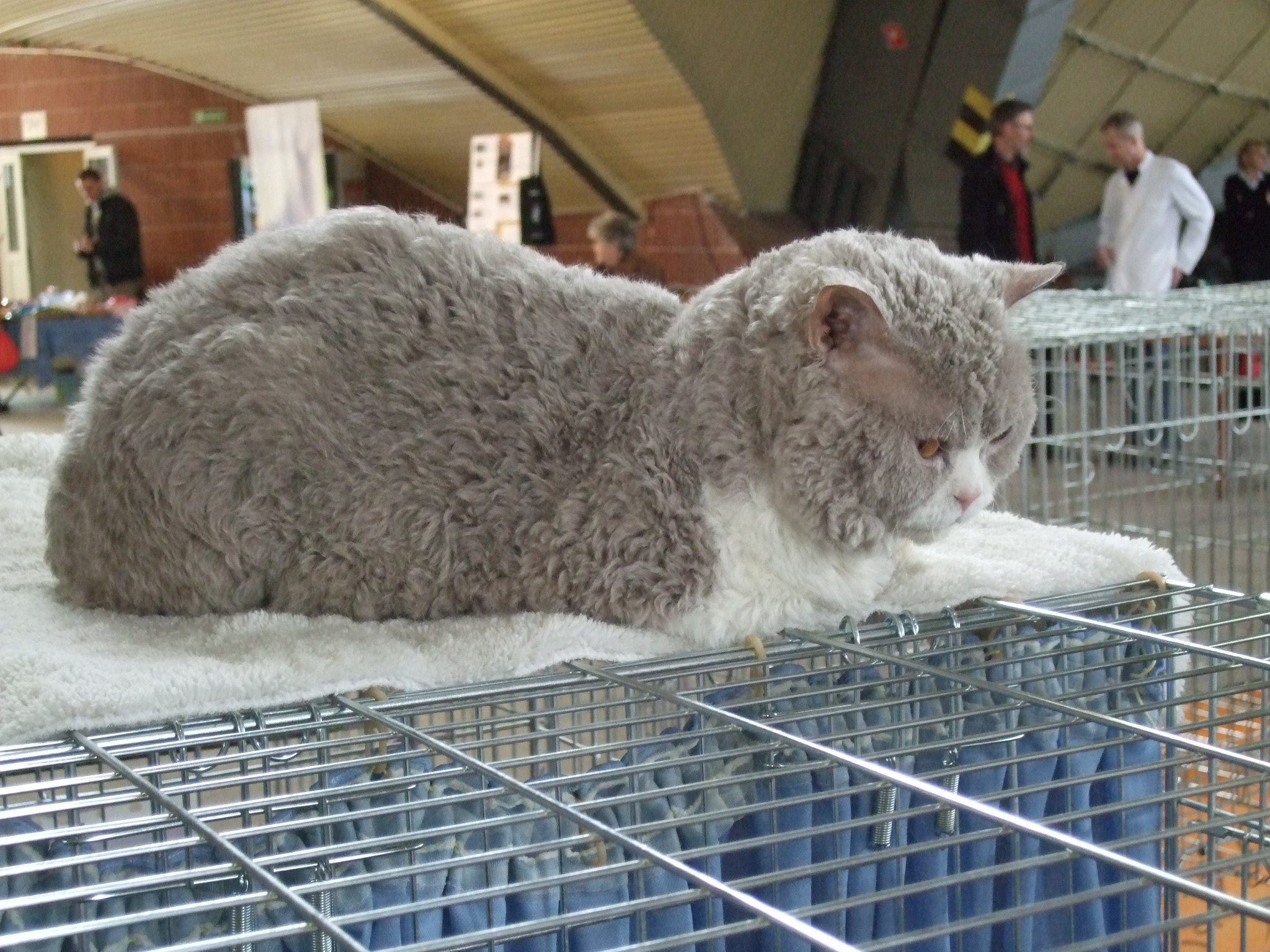
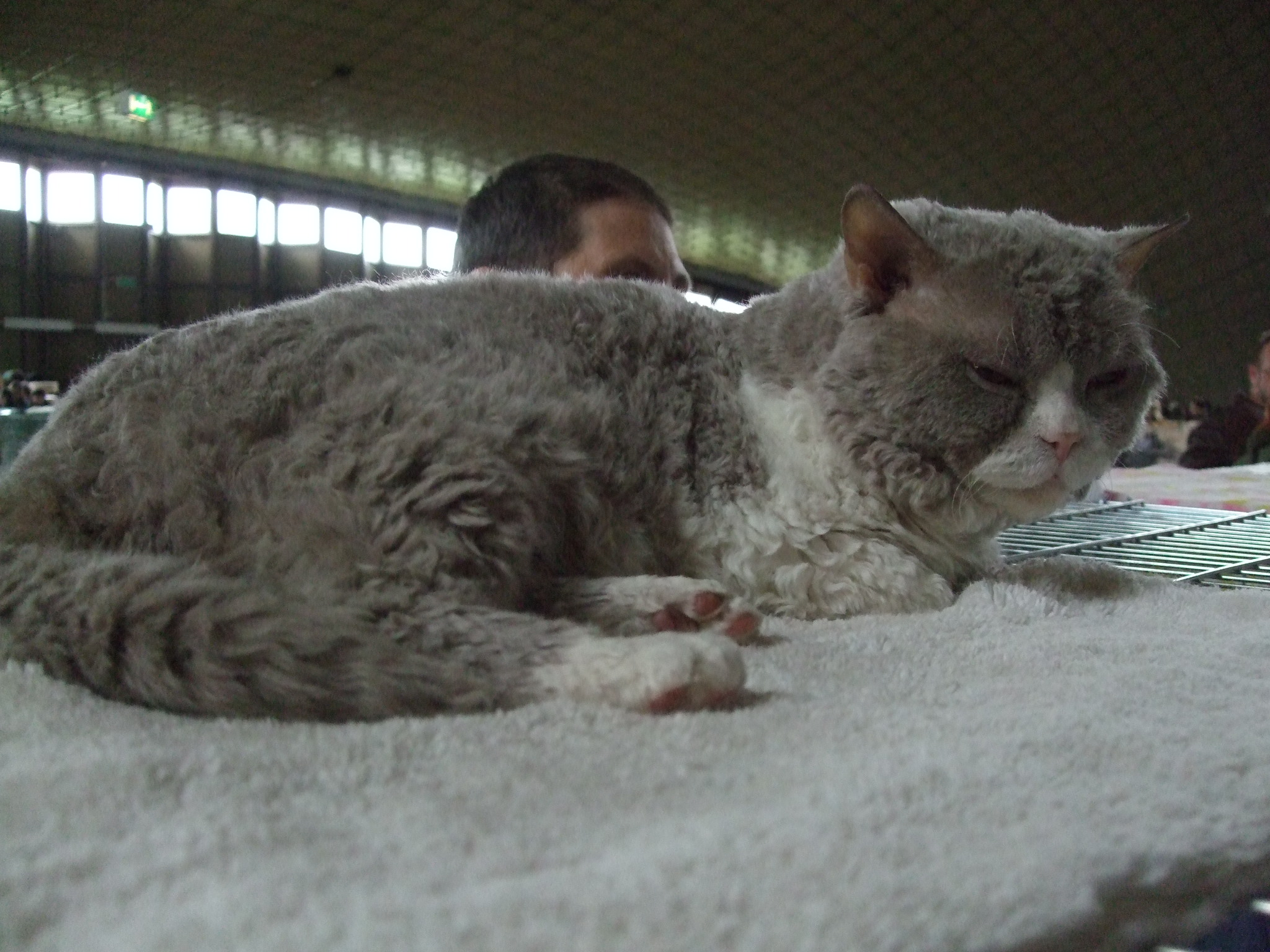